# Savigny-Poil-Fol
Savigny-Poil-Fol là một xã của tỉnh Nièvre, thuộc vùng Bourgogne-Franche-Comté, miền trung nước Pháp.

## Dân số
Theo điều tra dân số 1999 có dân số là 104. On ngày 1 tháng 1 năm 2004, the estimate was 120.